# Niamh
Niamh (ˈniːɒf) a la mitologia irlandesa és la filla de Manannán mac Lir. Ella és una de les reines de Tír na nÓg i possiblement la filla de Fand ja que és sobirana d'un regne de fades. És anomenada Niamh "del cabell daurat" (en gaèlic Niamh Chinn Óir) per la seva extensa cabellera, a més es diu que posseïa els ulls blaus brillosos.

## Niamh i Oisín
Niamh creua el Mar Occidental en el cavall màgic Enbarr, demanant-li a Fionn mac Cumhaill que el seu fill Oisín l'acompanyés a Tír na nÓg (la terra de la joventut). Oisín accepta i junts parteixen, prèvia promesa al seu pare que aviat el visitarà.
Oisín era membre d'una Fianna, malgrat que ell s'enamora de Niamh a Tír na nÓg, es posa nostàlgic al cap de tres anys. Niamh li presta al cavall Enbarr malgrat estar disconforme amb la idea, fent-li prometre que mai en baixarà o tocarà sòl irlandès.
Quan arriba a la seva pàtria, els tres anys que va passar a Tír na nÓg van resultar ser equivalents a tres-cents anys a Irlanda, fet que descobreix en preguntar per Fionn mac Cumhail i la seva Fianna, ja que l'informen que van morir fa centenars d'anys. En el seu viatge a través d'Irlanda, Oisín pregunta a uns homes per moure una pedra que estava dreta, quan s'ajup per ajudar-los, cau del cavall i instantàniament en tocar el terra es converteix en un ancià.
A continuació, es diu que Sant Patrici el va cuidar fins a la mort. Mentrestant, Niamh va donar a llum la seva filla, Plor na mBan i quan torna a Irlanda a buscar-lo s'assabenta que Oisín havia mort.